# Boyup Brook
Boyup Brook – miasto w Australii, w stanie Australia Zachodnia.